# Alliance nationale queer des Asiatiques et des Insulaires du Pacifique
L'Alliance Nationale Queer Asiatique des Insulaires du Pacifique  (National Queer Asian Pacific Islander Alliance (en) ou NQAPIA) est une fédération américaine d' Asiatiques américains, d'Asiatiques du Sud et d'Asiatiques du Sud-Est . et d'organisations LGBTQ des îles du Pacifique. l'ANQAIP a été formée en 2007, comme un développement des groupes de travail de la table ronde LGBT lors de la conférence de 2005 du groupe de travail national des gays et des lesbiennes sur la création de changement à Oakland, en Californie,. L'association cherche à renforcer les capacités des organisations LGBT locales, à dynamiser l'organisation de base, à développer leur leadership et à lutter contre l'homophobie, le racisme et les préjugés anti-immigrants. L'organisation « se concentre sur l'organisation à la base et le développement du leadership » >[réf. nécessaire].
L'association travaille avec des groupes locaux LGBTQ+ Américains d'origine asiatique et insulaires du Pacifique (AAIP) pour traiter un plus large éventail de problèmes de la communauté tels que la lutte contre la réforme de l'immigration, le partenariat avec le groupe de travail national des gays et lesbiennes sur une enquête nationale à propos des besoins et des préoccupations des LGBTQ+ AAIP, soutenir les réunions pour les homosexuels, les femmes et les Sud-Asiatiques, diriger des ateliers sur l'organisation des LGBTQ+ AAIP pour le changement social, et organiser des formations nationales et des séances d'information sur les problèmes pour les dirigeants des organisations LGBTQ AAIP.

## Profil des organisations LGBTQ AAIP
Trente-quatre organisations LGBTQ AAIP des États-Unis sont membres de l'ANQAIP. Deux sont des organisations nationales. La plupart des organisations LGBTQ AAPI sont situées dans des zones à forte population d'Américains d'origine asiatique et insulaires du Pacifique. Les plus grands centres de population se trouvent dans la région de la baie de San Francisco et la région de Los Angeles. Viennent ensuite les communautés de la ville de New York, de la région métropolitaine de Washington DC et de la Nouvelle-Angleterre.
Certaines organisations LGBTQ AAIP sont organisées par ethnie ou par sexe.
- Sept d'entre elles sont des groupes sud-asiatiques.
- Deux sont des groupes d'Asie du Sud-Est.
- Six servent des communautés ethniques spécifiques, notamment chinoises, philippines, des vietnamiennes et coréennes.
- Cinq sont principalement des organisations de femmes avec un statut à but non lucratif (dont trois incluent les personnes transgenres).
- Cinq sont principalement des organisations d'hommes (dont deux incluent les personnes transgenres).
- Quatre sont des groupes LGBTQ+ d'organisations AAIP traditionnelles et plus importantes.
- Trois sont spécifiquement des organisations de jeunesse, qui sont toutes hébergées au sein d'organisations plus importantes qui fournissent également un soutien au personnel.

## Carte des organisations lesbiennes, gays, bisexuelles et transgenres d'origine asiatique, américaine, sud-asiatique et insulaire du Pacifique

### Nord-ouest pacifique
1. Fierté AAIP de Portland, Oregon
2. Trikone – Nord-Ouest, Nord-Ouest, Seattle, Washington
3. UTOPA – Seattle, Washington
4. Projet Q de l'API, Chaya, Seattle, Washington
5. Fierté ASIA, Seattle, Washington

### Nord de la Californie
1. API Equality — Californie du Nord, San Francisco, Californie
2. Les femmes queer et la communauté transgenre des îles asiatiques du Pacifique (APIQWTC), Bay Area, Californie
3. Alliance Asie-Pacifique GLBTQ+ (GAPA), San Francisco
4. South Bay Queer et Asiatique, San Jose, Californie
5. Trikone, San Francisco, Californie
6. UTOPIA – San Francisco, Californie

### Californie du Sud
1. API PFLAG Vallée de San Gabriel, Californie
2. Barangay, Los Angeles, Californie
3. Satrang, Los Angeles, Californie
4. Coréens unis pour l'égalité (KUE), Californie
5. UTOPIA – San Diego, Californie
6. Comté Viet Rainbow Orange (VROC), Californie
7. API Pride Council, Los Angeles, Californie
8. Projet Malaya, Los Angeles, Californie

### Midwest
1. Shades of yellow (SOY), Minneapolis, Minnesota
2. D'Invisible à Invincible: fierté AAPI de Chicago
3. Trikone, Chicago, Illinois
4. Freedom Inc., Madison, Wisconsin

### Dud
1. Trikone - Atlanta, Géorgie
2. Khush, Texas, Austin, Texas
3. VAYLA –  Nouvelle-Orléans, Louisiane

### Nouvelle-Angleterre
1. Association Lambda d'Asie du Sud de la région du Massachusetts (MASALA), Boston, Massachusetts
2. Alliance queer asiatique des îles du Pacifique (QAPA), Boston, Massachusetts

### Région de New York
1. Projet de fierté asiatique, New York
2. Projet Dari, New York
3. Hommes gays asiatiques et insulaires du Pacifique de New York (GAPIMNY)
4. Q-WAVE, NY
5. SALGA, NY
6. Chapitre PFLAG NYC – Projet API

### Mid-Atlantic/Metro DC Area
1. Queers Asiatiques et insulaires du Pacifique unis pour l'action (AQUA), Washington, DC
2. Les sœurs queer asiatiques et insulaires du pacifique (APIQS), Washington, DC
3. potée !, Philadelphie, Pennsylvanie
4. Khush - DC, Washington, DC

### îles du Pacifique
1. Fierté Marianas, Espagne
2. Association de modes de vie alternatifs de Guam (GALA)
3. Nolu Ehu, Waianae, Hawaï

### Nationale
1. Alliance musulmane pour la diversité d'orientation sexuelle et de genre (MASGD)
2. Réseau Religion et Justice (NRJ)
3. Ligne d'assistance desi lgbtQ (DeQH)
4. Réseau national queer sud-asiatique (QSANN)

### Organisations participantes
1. Égalité API - Los Angeles, Californie
2. Mouvent des jeunes étudiants de Providence (PrYSM), Providence, Rhode Island

## Activités militantes

### Conférences
Tous les trois ans, l'organisation coordonne des conférences nationales sur les questions queers des asiatiques et insulaires du Pacifique. Des conférences antérieures ont eu lieu à Seattle, Washington et Washington, DC, en 2009 et 2012 respectivement. En 2015, la conférence de la NQAPIA s'est tenue à Chicago, Illinois, du 6 au 9 août 2015.

### Objectifs
L'ANQIAP s'efforce d'inclure les groupes minoritaires LGBT à des échelles macroscopiques et microscopiques grâce à des conférences et des programmes de sensibilisation communautaire. En fournissant une éducation populaire, des réseaux sociaux de soutien et l'organisation de fédérations et des membres, elle vise à « faire pression pour un programme positif » pour intégrer les minorités raciales et ethniques LGBT dans leurs communautés.

### Activités
Voici les activités :
- Conférences et sommets : discuter des questions raciales et transgenres sur une plateforme internationale.
- Ateliers : sensibiliser à une multitude de sujets (allant des compétences et du développement professionnel à la santé et au bien-être).
- Caucase : créer des réseaux spécifiques de soutien à l'aide individualisée (comme les réseaux par région).
- Activités sociales et culturelles : éduquer et reconnaître les cultures en tant que communauté.

### Sommets
L'organisation organise une formation d'un week-end et des séances d'information pour les dirigeants des organisations AAIP LGBTQ. Les dirigeants locaux de tout le pays se réunissent pour réseauter, se renseigner sur les problèmes actuels, partager des stratégies et construire l'infrastructure de leurs organisations respectives. En 2013, le sommet se tenait à Hawai'i. Ces sommets alternent entre les côtes ouest et est.

## Programmes et campagnes
L'organisation organise des projets et des campagnes qui empouvoirent les communautés asiatiques queer à travers le pays.

### Droits des immigrants LGBT
Une campagne axée sur la réforme de l'immigration et le respect des droits des immigrants LGBT asiatiques-américains et des îles du Pacifique en « éduquant les organisations et les dirigeants locaux », en s'engageant dans les médias sous diverses formes et supports, en faisant connaître les histoires des insulaires du Pacifique asiatiques américains sans papiers (ainsi que des Latinos sans papiers), et en analysant la législation sur la réforme de l'immigration et l'effet que les changements législatifs auront.

### La famille est toujours la famille
Une campagne multilingue axée sur l'éducation des parents asiatiques et insulaires du Pacifique de jeunes LGBT, visant à les guider dans le soutien de leur enfant et le maintien de liens familiaux solides. Ceci est accompli grâce à des vidéos traduites en chinois, coréen, japonais, indonésien, vietnamien, thaï, khmer, hmong, lao, hindi, tagalog, ilocano, arabe et d'autres langues ainsi que des brochures multilingues, des « ateliers d'acceptation familiale », des publicités pour Mois de la fierté LGBT et diffusé sur diverses chaînes d'information, telles que MSNBC, NBC et The Korea Times.

### Jeunes sans-papiers
ADAE et ACRP sont deux programmes destinés aux sans-papiers, en particulier aux familles. ADAE (action différée pour les arrivées d'enfants) permet aux individus de rester aux États-Unis et d'obtenir des permis de travail s'ils sont qualifiés pour le faire; cependant, il ne s'agit pas d'un moyen d'obtenir la résidence permanente ou le statut de citoyen. En raison de « défis juridiques », les programmes élargis ADAE et ACRP ne sont actuellement pas disponibles, mais le programme ADAE 2012 original est ouvert au public. La ACRP (action différée pour la responsabilité parentale) est orchestrée par les services de citoyenneté et d'immigration des États-Unis afin de fournir temporairement une aide aux immigrés sans papiers qui sont parents de citoyens américains ou de résidents permanents légaux et fournit « un soulagement de l'expulsion et de l'autorisation de travail » pendant trois ans, mais n'accepte actuellement pas les candidatures.

### Découvrir nos histoires : les voix des immigrants LGBTQ AAPI
Le projet "Découvrir nos histoires" a été réalisé avec l'aide de Mia Nakano, une réalisatrice qui a travaillé sur de nombreux autres projets avec des thèmes similaires. Son objectif est de découvrir et de faire découvrir les histoires d'immigrants qui sont de "banals" LGBTQ+ asiatiques américains et insulaires du Pacifique, mais dont les histoires sont rarement couvertes. La mission ultime de cette campagne consiste à divers niveaux de réforme de l'immigration, y compris à des droits et des protections accrus en matière d'immigration pour les familles. Y ont participé notamment Sapna Pandya, Erika Nunez, Tony Choi, Nebula Li, Rajat Dutta, Shweta Jumar, Maya Jafer, Dhaval Shah, John Sanchez, Chetam & Gaurav, Bupendra Ram, Sandy, Erwin de Leon, Alex Ong, Noel Bordador, Urooj Arshad, Linda & Lundy Khoy, et Sahar shafqat.

### Cartes postales de visibilité multilingues
Grâce à l'utilisation de cartes postales imprimées mettant en vedette divers Américains d'origine asiatique et insulaires du Pacifique, cette campagne vise à « accroître la visibilité des LGBT AAIP». Ces cartes présentent une importante variété de langues, du coréen au thaï en passant par le bengali et le vietnamien, avec un motif sur le devant exprimant le soutien au mariage homosexuel, aux droits des immigrants et à la fierté queer/asiatique.

## Honneurs et récompenses

### Prix du catalyseur communautaire ANQAIP
Ces prix sont décernés aux personnes et aux organisations qui ont:
- effectué un « travail de fond en faveur des communautés AAIP et/ou LGBT »
- sont capables d'attirer des sponsors à l'événement
- peuvent s'engager à être présent à l'événement

Les candidats sont acceptés à la suite d'une candidature en ligne. Les lauréats précédents comprennent:

#### Lauréats 2010
- Lola Lai Jong, Chicago, Illinois
- Mohammad Abdollah, Ann Arbor, Michigan
- Coalition du Nouvel An lunaire pour tous, New York, NY (28 août 2010 Chicago IL)

#### Lauréats 2011
- Lance Toma et l'Asian and Pacific Islander Wellness Center, San Francisco, Californie
- Sng Thật Radio, San José, Californie

#### Lauréats 2012
Lauréats 2012 : 
- représentant Mike Honda
- Le Centre de justice américain d'origine asiatique
- Urooj Arshad

#### Lauréats 2013
Lauréats 2013 : 
- Esera Tuaolo
- UNISSEZ-VOUS ICI ! Local 5

#### Lauréats 2014
Lauréats 2014 :
- Andy Marra
- Q-WAVE
- Namita Tchad

##### New-York
- Dennis Chin[18]
- Clara Yoon
- GABRIELA-USA

##### Chicago
- Je Li Hsiao[19]
- Liz Thomson
- Marsha et Tad Aizumi (parents d'Aiden Aizumi)
- Liberté inc.

#### Lauréats 2016
Voici les lauréats.

##### New York
- Conrad Ricamora
- Institut asiatique/pacifique/américain à UNW
- Fayçal Alam

##### Boston
- Amit Dixit
- Anciens membres du comité directeur de l'AQPA

##### Washington
- Sapna Pandia
- Hector Vargas
- Sharon Wong

## Travaux publiés

### Rapports annuels
L'organisation publie des rapports annuels/magazines d'information détaillant leurs activités, les faits saillants de leur conférence nationale (le cas échéant), divers articles et articles, des informations sur les prix, des états financiers.

### Informations sur les élections de 2016
Pour l'élection américaine de 2016, l'organisation a publié une série de rapports sur l'élection, y compris des "guides de l'électeur" en chinois, hindi, coréen et vietnamien; des ressources pour comprendre les enjeux sur lesquels chaque candidat faisait campagne et pour protéger le droit de vote des Asiatiques-Américains des îles du Pacifique ; et des informations sur la façon de voter.

### Informations sur l'actualité
Diverses infographies, articles, lettres, billets de blog, etc. sont publiés sur une large variété de sujets liés aux problèmes des insulaires asiatiques américains du Pacifique, tels que les événements politiques.